# Calyptrogyne anomala
Calyptrogyne anomala är en enhjärtbladig växtart som beskrevs av De Nevers och Andrew James Henderson. Calyptrogyne anomala ingår i släktet Calyptrogyne och familjen Arecaceae.
Artens utbredningsområde är Panama. Inga underarter finns listade i Catalogue of Life.